# Спартак-Братский
«Спартак-Братский» — российский футбольный клуб из Южного (Мартыновский район Ростовской области). Основан в 1994 году. Лучшее достижение в первенстве России — 4 место во 2 зоне третьей лиги в 1996 и 1997 годах. Ныне не существует.
Тренером клуба в профессиональных соревнованиях (1994—1997) был Сергей Анатольевич Антонкин.

## Статистика выступлений

### Кубок России
| Сезон   | Раунд | Соперник                  | Результат        |
| ------- | ----- | ------------------------- | ---------------- |
| 1995/96 | 1/256 | Волгодонск                | 2:2, по пен. 4:3 |
|         | 1/128 | Автодор-БМК (Владикавказ) | 3:1              |
| 1996/97 | 1/256 | Волгодонск                | 2:1              |
|         | 1/128 | Олимп (Кисловодск)        | 4:0              |
| 1997/98 | 1/128 | Торпедо (Волжский)        | 2:1              |
|         | 1/64  | СКА (Ростов-на-Дону)      | 2:0              |

### Чемпионат России, третья лига
| Сезон | Игры | Победы | Ничьи | Поражения | Мячи    | Очки | Место |
| ----- | ---- | ------ | ----- | --------- | ------- | ---- | ----- |
| 1994  | 32   | 11     | 3     | 18        | 47 — 66 | 25   | 13    |
| 1995  | 30   | 7      | 2     | 21        | 30 — 70 | 23   | 15    |
| 1996  | 32   | 17     | 5     | 10        | 55 — 37 | 56   | 4     |
| 1997  | 30   | 17     | 5     | 8         | 62 — 36 | 56   | 4     |